# Південна Кароліна (провінція)
Провінція Південна Кароліна (англ. Province of South Carolina) — колонія в Британській Америці, спочатку була частиною провінції Кароліна.
Згідно з хартією Карла II, виданої в 1663 році, до території Кароліни належали всі землі від південного кордону колонії Вірджинія, що проходила по 36 градусу північної широти, до 31-го градуса північної широти (уздовж узбережжя сучасної Джорджії). У 1665 році хартія була злегка переглянута, і північна межа була зміщена до 36 градусів 30 хвилин північної широти, щоб включити землі поселенців, що лежать уздовж затоки Албемарл, які залишили колонію Вірджинія. Аналогічним чином південний кордон колонії був зміщений до 29-го градуса північної широти, пройшовши на південь від сучасного міста Дейтона-Біч в штаті Флорида, що стало результатом включення до складу колонії земель іспанського поселення Сейнт-Огастін. Хартією Лордам-власникам була дарована вся земля між цими межами від Атлантичного океану на сході до Тихого океану на заході.
Через суттєві різниці між північною та південною частинами колонії, а також через труднощі сполучення між ними, у 1691 році був призначений спеціальний віце-губернатор для управління північною частиною колонії. Поділ колонії на північну і південну частини завершився в 1719 році, хоча обидві колонії продовжували контролюватися тими ж Власниками.
Війна з ямасі 1715—1717 років спустошила колонію. Вважаючи, що Власники не зробили належних дій під час цієї війни, а також під час війни з Іспанією, жителі колонії вирішили, що потрібно покінчити з їхньою владою. У 1719 році піднялося повстання. Відповідно до петиції, поданої населенням колонії, в 1720 році в Південну Кароліну був призначений королівський губернатор, який призначав місцевий уряд.
Протягом десяти років британський уряд розшукував спадкоємців Лордів-власників, і в 1729 році, викупивши у сімох з восьми їх частки, утворив на територіях Північної і Південної Кароліни королівські колонії. У 1732 році король Георг II виділив з Південної Кароліни провінцію Джорджія.
Фермери Південної Кароліни мали набагато більші плантації, ніж фермери Північної Кароліни, і вирощували такі цінні культури, як рис та індиго.